# Кам'янець-Подільська Маріїнська жіноча гімназія
Кам'яне́ць-Поді́льська Марії́нська жіно́ча гімна́зія — навчальний заклад, відкритий у Кам'янці-Подільському 5 березня (17 березня за новим стилем) 1867 року. Діяла до 1920 року.

## Історія
Заклад підпорядковувався не Міністерству народної освіти, а Головній раді жіночих навчальних закладів відомства імператриці Марії Федорівни — дружини Павла I, яка з 1796 року, після вступу на престол чоловіка, «начальствувала над виховним товариством шляхетних панянок». Звідси й назва гімназії — Маріїнська.
Марія Федорівна померла 1828 року, тож головна роль у відкритті з 1858 року Маріїнських училищ, а з 1862 року Маріїнських гімназій належала Миколі Вишнеградському — організаторові всестанової та загальнодоступної жіночої освіти в Росії.
Спочатку Кам'янець-Подільська Маріїнська жіноча гімназія розміщувалася в міському будинку на Довгій вулиці (у Старому місті). Проте приміщення було тіснувате, тож 1872 року почалося активне листування з відповідними інстанціями про будівництво нового приміщення для гімназії. Через чотири роки імперська канцелярія ухвалила звести будинок гімназії на Новому плані — між Новим бульваром і Гунськими криницями. Проте поки склали кошторис, виділили кошти, минуло ще 6 років. Тож тільки 1882 року було укладено підряд на зведення нового корпусу гімназії. У грудні 1884 року будівництво завершилося, а в січні 1885 року гімназистки перебралися в нове приміщення (сучасна адреса — Шевченка, 24).
Гімназія мала 7 класів. Вихованкам, які закінчили повний курс навчання, надавали звання домашньої вчительки. Якщо ж випускницю нагороджували медаллю або книгою, то вона здобувала звання домашньої наставниці та право без іспитів вступити на педагогічні курси. 1906 року при Кам'янець-Подільській Маріїнській гімназії відкрили педагогічні класи.
Згідно з планом, затвердженим 1879 року, гімназистки вивчали 13 предметів:
- закон Божий — 14 годин на тиждень за 7 років навчання (тобто, по 2 години в кожному класі),
- російська мова та словесність — 23,
- французька мова — 31,
- німецька мова − 30,
- історія — 12,
- географія — 12,
- математика — 21,
- природознавство та фізика — 16,
- педагогіка — 2 (у випускному класі),
- рукоділля та гімнастика — 14,
- чистописання — 6 (у трьох молодших класах),
- малювання — 14,
- співи — 10 годин.

Знання оцінювали за 12-бальною системою.
Спочатку Кам'янець-Подільська гімназія була розрахована на 210 учениць. Пізніше передбачена кошторисом кількість зросла до 400 гімназисток. Рекордним видався початок 1914 року, коли в гімназії навчалося 434 дівчини. Віковий діапазон учениць був широким — від 9 до 20 років.
Навчання було платним: наприкінці 19 століття — 50 карбованців за рік, на початку 20 століття — 60 карбованців. Від плати звільняли стипендіаток принца Петра Ольденбурзького (попечителя першого в Росії Маріїнського училища, відкритого в Петербурзі), інших іменних стипендіаток, дочок осіб, які прослужили у відомстві імператриці Марії понад три роки. Дівчата з бідних сімей могли розраховувати на грошову допомогу благодійних товариств чи приватних осіб.
Навчалися в гімназії здебільшого доньки дворян і чиновників, але й діти селян не обминали гімназію. Так, на початку 1908 року з 397 гімназисток дітьми селян були 28 дівчаток.

## Учениці
Перший випуск гімназії відбувся 1871 року. З дев'яти учениць атестати отримали вісім, серед них — діячка революційного народницького руху Ольга Розумовська. Першою золотою медалісткою стала Олена Вартмінська — дочка соборного протоєрея Павла Вартмінського.
У Кам'янець-Подільській Маріїнській гімназії училися оперні співачки Лідія Липковська, Зінаїда Рибчинська, художниця Ольга Жудіна (малювання та креслення гімназисткам викладав її батько — художник Дмитро Жудін), мати українського поета Миколи Бажана — Галина Поржецька, українська громадська діячка Олімпіада Пащенко, дружина українського поета Володимира Свідзінського — Зінаїда Сулковська.
Під час Першої світової війни в приміщенні гімназії був військовий шпиталь, який навесні 1916 року відвідав російський імператор Микола II.
Кам'янець-Подільська Маріїнська жіноча гімназія діяла до 1920 року. В архіві зафіксовано, що атестати за 1920 рік було видано Хаві Фабер і Юзефі Вільчевській. Вони стали останніми випускницями гімназії.